# Bonni
A Bonni latin eredetű női név, jelentése: édes, jó.[forrás?]

## Híres Bonnik
- Bonnie Parker, az 1930-as évek híres-hírhedt amerikai bűnözőpárosának (Bonnie és Clyde) női tagja.
- Bonnie Tyler énekesnő
- Bonnie Bianco énekesnő és színésznő
- Bonnie Bedelia színésznő
- Bonnie Wright színésznő

## További keresztnevek
- Magyar névnapok listája dátum szerint
- Magyar névnapok listája betűrendben